# 胡安·伊格纳西奥·希拉尔迪
胡安·伊格纳西奥·希拉尔迪（西班牙語：Juan Ignacio Gilardi，1981年11月14日—），阿根廷男子曲棍球运动员。他曾代表阿根廷国家队参加2016年夏季奥林匹克运动会曲棍球比赛，获得一枚金牌。